# Distrito de Aramango
El distrito de Aramango es uno de los seis distritos de la Provincia de Bagua, ubicada en el Departamento de Amazonas en el norte del Perú. Limita por el norte con el distrito de Imaza; por el oeste con la provincia de Utcubamba; por el sur con el distrito de La Peca y el distrito de Copallín
Desde el punto de vista jerárquico de la Iglesia católica forma parte del Diócesis de Chachapoyas.

## Historia
El distrito fue creado el 28 de diciembre del 1961 mediante Ley N° 13789, en el segundo gobierno del Presidente Manuel Prado Ugarteche. 

## Geografía
Abarca una extensión de 815,07 km² y una población de más de 12 000 hab.
Su capital es la villa de Aramango

## Centros poblados
Existen 2 anexos: Chontas a 1111 m s. n. m. con 84 habitantes y El Porvenir a 515 m s. n. m. con 673 habiotantes.
Existen 58 caserios entre los más importantes: La Libertad a 433 m s. n. m. con 358 habitantes; Numparquet a 1782 m s. n. m. con 313 habitantes, Tutumberos a 379 m s. n. m. con 323 habitantes y El Muyo con muchos habitantes.

## Turismo
- Catarata Numparque: Consiste en una caída de agua de aproximadamente 120 metros de altura, encerrado en la confluencia de dos farallones rocosos, formado por las aguas que discurren en las alturas de los orígenes de la quebrada de Aramango, desde el caserío de Nueva Esperanza, se tiene que caminar alrededor de 3 horas hasta llegar a la caída; en el recorrido se puede apreciar una gran variedad de flora, propia de la selva alta, como Cedro, Caoba, Menta; orquídeas pintorescas, Bromelias, Hongos comestibles; además de fauna abundante, como momos, choscas, otorongos y siendo el más representativo el gallitos de las rocas.

- Catarata Chinin: La catarata Chinin o más conocida por los bagüiinos como Tsuntsuntsa, es una caída de agua de aproximadamente 40 m, ubicada a 409 m s. n. m.; de aguas cristalinas, de una temperatura que fluctúan entre los 15 °C y 20 °C; en su recorrido forman un poza principal en la primera caída y luego discurren sus aguas formado más pozas hasta desembocar en el río Marañón su entorno acogedor muy bien conservado por los nativos del lugar la hacen un lugar ideal para el visitante, encerrado por una espesa floresta, donde se puede pasar el día disfrutando de sus aguas.

- Catarata de Tumtumberos: Ubicado en la jurisdicción de la Comunidad Nativa de Tutumberos, se llega por un sendero de muy fácil acceso. La caina de alrededor de 4 m de altura con una inclinación de 75° formando una especie de tobogán natural hacia una poza extensa de 6 m de diámetro y una profundidad máxima de 4 m, muy propicia para el baño.[2]

- Laguna El Porvenir: Se ubica al norte de la ciudad de Bagua al centro poblado de El Porvenir. Tiene cerca de 80 m de profundidad. Sus aguas presentan un maravilloso color verde azulado y en el perímetro de la laguna se puede observar exuberante vegetación propia de un contexto de selva alta. Destacan los zarcillos y enredaderas. Además de sembríos de piña; la temperatura de sus aguas oscila entre 15 °C y 20 °C, es apta para el baño. Sus aguas son de uso agrícola para las zonas bajas de la laguna. Existe un proyecto de puesta en valor de la laguna. Cerca a la laguna se encuentran muchos caminos de herradura que conducen a diferentes centros poblados.5°29′3.9″S 78°25′45.6″O / -5.484417, -78.429333.

## Autoridades

### Municipales
- 2023 - 2026[3]
  - Alcalde: Wilin Roque Quispe, de Alianza para el Progreso.

### Religiosas
- Obispo de Chachapoyas: Emiliano A. Cisneros Martínez, OAR

### Histórico de alcaldes
| Nº | Alcalde                  | Partido                              | Inicio del mandato | Fin del mandato |
| -- | ------------------------ | ------------------------------------ | ------------------ | --------------- |
|    | Cesar Córdova Gonzáles   | Partido Acción Popular               | 1999               | 2002            |
|    | Cesar Córdova Gonzáles   | Partido Acción Popular               | 2003               | 2006            |
|    | Eustacio Tarrillo Segura | Fuerza Democrática                   | 2007               | 2010            |
|    | Ramos Paucar Villarreal  | Alianza Regional Juntos por Amazonas | 2011               | 2014            |
|    | William Roque Quispe     | Sentimiento Amazonense Regional      | 2015               | 2018            |
|    | Nilder Rubio Lozano      | Sentimiento Amazonense Regional      | 2019               | 2022            |
|    | William Roque Quispe     | Alianza para el Progreso             | 2023               | 2026            |

## Festividades
- Junio: San Juan.
- 13 y 14 de febrero, Carnaval Aramanguino.
- 8 al 20 de octubre Fiesta Patronal en Honor al Santo Señor de los Milagros.
- 28 de diciembre Aniversario de Creación.